# The Man with One Red Shoe
The Man with One Red Shoe is een Amerikaanse komische film uit 1985 onder regie van Stan Dragoti, met in de hoofdrollen Tom Hanks en Lori Singer. Het is een remake van de Franse film Le Grand Blond avec une chaussure noire uit 1972 met Pierre Richard en Mireille Darc.

## Verhaal
Adjunct-directeur Burton Cooper van de CIA aast op de stoel van CIA-directeur Ross en probeert hem in diskrediet te brengen door een schandaal te creëren. Ross laat dat echter niet zomaar gebeuren en lekt informatie aan Cooper dat er een man op het vliegveld zal arriveren die hem zal vrijpleiten.
Op het vliegveld kiezen ze er een willekeuringe man uit. Dat blijkt de nietsvermoedende concertviolist Richard Drew te zijn, die één rode schoen draagt omdat zijn vriend Morris een practical joke met hem heeft uitgehaald. Voor Richard het goed en wel door heeft wordt hij verleid door de mooie Maddy en achternagezeten door geheim agenten die zijn leven binnenstebuiten keren op zoek naar bewijs.

## Rolverdeling
| Acteur             | Personage     |
| ------------------ | ------------- |
| Tom Hanks          | Richard Drew  |
| Dabney Coleman     | Burton Cooper |
| Lori Singer        | Maddy         |
| Charles Durning    | Ross          |
| Carrie Fisher      | Paula         |
| Jim Belushi        | Morris        |
| Edward Herrmann    | Brown         |
| David Ogden Stiers | dirigent      |
| Irving Metzman     | Virdon        |
| Tom Noonan         | Reese         |
| Gerrit Graham      | Carson        |
| David L. Lander    | Stemple       |
| Art LaFleur        | CIA-agent     |

## Release en ontvangst
De film werd uitgebracht door 20th Century Fox in juli 1985 maar was een teleurstelling aan de kassa met een opbrengst van slechts 8,6 miljoen dollar.
De film behaalde een score van 47% (15 beoordelingen) op Rotten Tomatoes, met een gemiddelde score van 4,7/10. Op Metacritic kreeg de film een score van 31 op 100 (9 beoordelingen), wat duidt op "over het algemeen ongunstige recensies". Filmcritici vonden het vooral een flauw afkooksel van het Franse origineel, ondanks de sterrencast.